# マイケル・コーファー
マイケル・コーファー（Michael Cofer 1960年4月7日 - 2019年3月21日）は、テネシー州ノックスビル出身のアメリカンフットボール選手。ポジションはラインバッカー。
テネシー大学から1983年のNFLドラフト3巡でデトロイト・ライオンズに指名されて入団した。
1985年にディフェンシブエンドからラインバッカーにコンバートされた。
1988年には自己ベストの12サックをあげて、プロボウルに選ばれた。
1992年まで10シーズン、ライオンズ一筋でプレーし、チーム歴代3位の63.0サックをあげている。
難病による長い闘病生活の後、2019年3月21日に死去。58歳没。